# Opolany
Opolany település Csehországban, a Nymburki járásban. Opolany Sány, Velký Osek, Odřepsy, Libice nad Cidlinou és Dobšice településekkel határos. Lakosainak száma 921 fő (2024. január 1.).

## Népesség
A település lakosságának változását az alábbi diagram mutatja:
| Lakosok száma | 1225 | 1386 | 1580 | 1226 | 1048 | 801  | 879  | 873  | 908  | 921  |
|               | 1869 | 1890 | 1921 | 1950 | 1980 | 2001 | 2017 | 2019 | 2022 | 2024 |